# Strongylocentrotus intermedius
Espèce
Strongylocentrotus intermedius est une espèce d'oursin de la famille des Strongylocentrotidae.

## Description

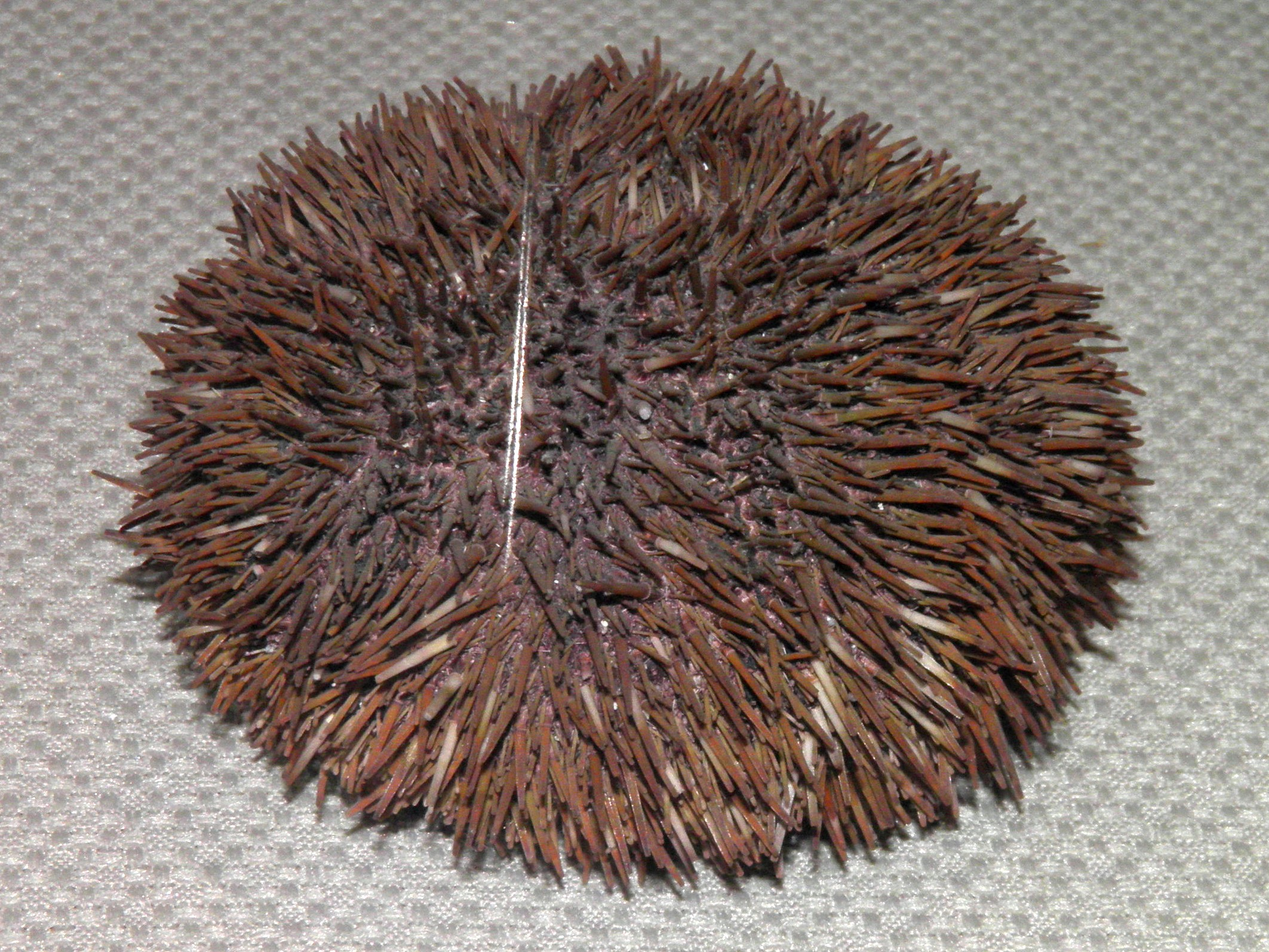
Spécimen naturalisé.

C'est un oursin régulier de forme globulaire et de couleur variable (rosâtre, blanchâtre, verdâtre, violacé, parfois chamarré), avec des sections radiaires (ambulacres et interambulacres) marquées par des couleurs plus foncées. Sa coquille (« test ») est légèrement aplatie dorsalement. Ses piquants (« radioles ») sont courts et fins.

## Répartition et habitat
Il se rencontre sur les côtes rocheuses ou sableuses du Pacifique nord-est, du Japon aux États-Unis et au Canada, et jusqu'en Atlantique nord sub-arctique (Maine, Finlande), sur des substrats rocheux ou sableux, dans une large gamme de profondeurs.

## Écologie et comportement
Cet oursin est un brouteur herbivore, qui se nourrit d'algues et de plantes aquatiques, avec une préférence pour le kelp. Il ne dédaigne cependant pas d'autres opportunités alimentaires : charognes, animaux sessiles, spongiaires... Ils broutent la nourriture située en dessous d'eux au moyen de leur appareil masticateur très puissant, appelé « lanterne d'Aristote ».
Cet oursin est comestible, et consommé au Japon sous le nom de Ezo Bafun-uni. Il est également consommé et exploité commercialement en Chine. 

## Taxinomie
La taxinomie des Strongylocentrotidae n'est pas encore très bien établie. Des études génétiques récentes suggèrent que les espèces Allocentrotus fragilis, Hemicentrotus pulcherrimus, Strongylocentrotus intermedius, Strongylocentrotus purpuratus, Strongylocentrotus pallidus et Strongylocentrotus droebachiensis feraient toutes partie d'un même clade monophylétique, redistribuant ainsi les cartes de ces espèces dans de nouveaux genres.